# Ludwig Wolff (chimiste)
Pour les articles homonymes, voir Ludwig Wolff et Wolff.
Ludwig Wolff (27 septembre 1857 à Neustadt an der Weinstraße – 24 février 1919 à Iéna) est un chimiste allemand.

## Biographie
Il étudie la chimie à l'université de Strasbourg, où il reçoit son doctorat sous la direction de Rudolph Fittig en 1882. Il devient professeur de l'université d'Iéna en 1891 et le reste jusqu'à son décès en 1919.

## Recherches
En 1902, il expose le réarrangement de Wolff.
En 1912, il publie une nouvelle réaction connue maintenant sous le nom de réduction de Wolff-Kishner.

## Sources
- (en) Cet article est partiellement ou en totalité issu de l’article de Wikipédia en anglais intitulé « Ludwig Wolff » (voir la liste des auteurs).

1. ↑  (en) László Kürti et Barbara Czakó, Strategic Applications of Named Reactions in Organic Synthesis : Background and Detailed Mechanisms, Amsterdam, Elsevier Academic press, 2005, 758 p. (ISBN 0-12-429785-4), p. 504